# Coppa Italia di Serie A3 2022-2023
La Coppa Italia di Serie A3 2022-2023 si è svolta dal 18 gennaio 2023 al 12 marzo 2023: al torneo hanno partecipato otto squadre di club italiane e la vittoria finale è andata per la prima volta al Pineto.

## Formula
La formula ha previsto quarti di finale, semifinali, finale 3º posto e finale, tutti disputati in gara unica.

## Squadre partecipanti
| Squadra              | Qualificazione                                          |
| -------------------- | ------------------------------------------------------- |
| Franco Tigano        | 4ª al girone di andata Serie A3 2022-23 (girone blu)    |
| Impavida Ortona      | 2ª al girone di andata Serie A3 2022-23 (girone blu)    |
| Macerata             | 4ª al girone di andata Serie A3 2022-23 (girone bianco) |
| Pineto               | 2ª al girone di andata Serie A3 2022-23 (girone bianco) |
| Saturnia Acicastello | 1ª al girone di andata Serie A3 2022-23 (girone blu)    |
| Savigliano           | 3ª al girone di andata Serie A3 2022-23 (girone bianco) |
| Tuscania             | 3ª al girone di andata Serie A3 2022-23 (girone blu)    |
| Virtus Fano          | 1ª al girone di andata Serie A3 2022-23 (girone bianco) |

## Torneo

### Tabellone
|  | Quarti di finale | Quarti di finale     | Quarti di finale |          |      | Semifinali           | Semifinali | Semifinali |     |                      | Finale          | Finale          | Finale |  |
|  |                  |                      |                  |          |      |                      |            |            |     |                      |                 |                 |        |  |
|  | 1Bl              | Saturnia Acicastello | 3                |          |      |                      |            |            |     |                      |                 |                 |        |  |
|  | 1Bl              | Saturnia Acicastello | 3                |          |      |                      |            |            |     |                      |                 |                 |        |  |
|  | 4Bl              | Franco Tigano        | 0                |          |      |                      |            |            |     |                      |                 |                 |        |  |
|  | 4Bl              | Franco Tigano        | 0                |          | 1Bl- | Saturnia Acicastello | 0          |            |     |                      |                 |                 |        |  |
|  |                  |                      |                  |          | 1Bl- | Saturnia Acicastello | 0          |            |     |                      |                 |                 |        |  |
|  |                  |                      | 2Bi              | Pineto   | 3    |                      |            |            |     |                      |                 |                 |        |  |
|  | 2Bi              | Pineto               | 2Bi              | Pineto   | 3    | 3                    |            |            |     |                      |                 |                 |        |  |
|  | 2Bi              | Pineto               |                  |          |      |                      |            |            |     |                      |                 |                 |        |  |
|  | 3Bi              | Savigliano           | 0                |          |      |                      |            |            |     |                      |                 |                 |        |  |
|  | 3Bi              | Savigliano           | 0                |          | 2Bi  | Pineto               | 3          |            |     |                      |                 |                 |        |  |
|  |                  |                      |                  |          |      |                      |            |            |     |                      |                 |                 |        |  |
|  |                  |                      | 4Bi              | Macerata | 1    |                      |            |            |     |                      |                 |                 |        |  |
|  | 2Bl              | Impavida Ortona      | 4Bi              | Macerata | 1    | 2                    |            |            |     |                      |                 |                 |        |  |
|  | 2Bl              | Impavida Ortona      |                  |          |      | 2                    |            |            |     |                      |                 |                 |        |  |
|  | 3Bl              | Tuscania             | 3                |          |      |                      |            |            |     |                      |                 |                 |        |  |
|  | 3Bl              | Tuscania             | 3                |          | 4Bi  | Macerata             | 3          |            |     | Finale 3º posto      | Finale 3º posto | Finale 3º posto |        |  |
|  |                  |                      |                  |          | 4Bi  | Macerata             | 3          |            |     |                      |                 |                 |        |  |
|  |                  |                      | 3Bl              | Tuscania | 0    |                      |            |            |     |                      |                 |                 |        |  |
|  | 1Bi              | Virtus Fano          | 3Bl              | Tuscania | 0    | 2                    |            |            | 1Bl | Saturnia Acicastello | 0               |                 |        |  |
|  | 1Bi              | Virtus Fano          |                  |          |      |                      |            |            | 1Bl | Saturnia Acicastello | 0               |                 |        |  |
|  | 4Bi              | Macerata             | 3                |          |      | 3Bil                 | Tuscania   | 3          |     |                      |                 |                 |        |  |

### Risultati

#### Quarti di finale
| 18 gennaio 2023 PalaAllende, Fano Durata: 2h:07 - Spettatori: 314          | Virtus Fano          | 2 - 3 | Macerata      | 25-23, 25-21, 22-25, 22-25, 13-15 |
| 18 gennaio 2023 Palasport Comunale, Ortona Durata: 2h:07 - Spettatori: 355 | Impavida Ortona      | 2 - 3 | Tuscania      | 23-25, 19-25, 25-22, 25-14, 14-16 |
| 18 gennaio 2023 PalaCatania, Catania Durata: 1h:22 - Spettatori: 201       | Saturnia Acicastello | 3 - 0 | Franco Tigano | 25-23, 25-18, 25-22               |
| 18 gennaio 2023 Pala Santa Maria, Pineto Durata: 1h:20 - Spettatori: 456   | Pineto               | 3 - 0 | Savigliano    | 25-19, 25-20, 25-22               |

#### Semifinali
| 11 marzo 2023 PalaFontescodella, Macerata Durata: 1h:29 - Spettatori: ? | Saturnia Acicastello | 0 - 3 | Pineto   | 16-25, 20-25, 26-28 |
| 11 marzo 2023 PalaFontescodella, Macerata Durata: 1h:21 - Spettatori: ? | Tuscania             | 0 - 3 | Macerata | 19-25, 24-26, 17-25 |

#### Finale 3º posto
| 12 marzo 2023 PalaFontescodella, Macerata Durata: 1h:17 - Spettatori: ? | Saturnia Acicastello | 0 - 3 | Tuscania | 20-25, 20-25, 18-25 |

#### Finale
| 12 marzo 2023 PalaFontescodella, Macerata Durata: 2h:03 - Spettatori: ? | Pineto | 3 - 1 | Macerata | 25-22, 25-21, 17-25, 27-25 |